# Maurice Béjart
Maurice Béjart (tiếng Pháp: [beʒaʁ]; 1 tháng 1 năm 1927 - 22 tháng 11 năm 2007) là một vũ công, biên đạo múa và đạo diễn opera sinh tại Pháp, nhưng quản lý công ty Ballet Béjart Lausanne ở Thụy Sĩ. Ông được trao quyền công dân Thụy Sĩ sau khi qua đời.

## Điện ảnh
- 1975: Je suis né à Venise cùng với Jorge Donn, Shonah Mirk, Philippe Lison và Barbara